# Hervéou Point
Der Hervéou Point (französisch Pointe Hervéou) ist eine Landspitze, welche den westlichen Ausläufer der Halbinsel zwischen dem Port Charcot und der Salpêtrière-Bucht an der Westseite der Booth-Insel im Wilhelm-Archipel vor der Westküste der Antarktischen Halbinsel bildet.
Teilnehmer der Vierten Französischen Antarktisexpedition (1903–1905) kartierten die Landspitze als Erste. Der Expeditionsleiter und Polarforscher Jean-Baptiste Charcot benannte sie nach einem Matrosen seines Forschungsschiffs Français.